# Когершин
Когершин (каз. Көгершін) — село в Рыскуловском районе Жамбылской области Казахстана. Административный центр Когершинского сельского округа. Находится примерно в 17 км к западу от районного центра, села Кулан. Код КАТО — 315039100.

## Население
В 1999 году население села составляло 3060 человек (1509 мужчин и 1551 женщина). По данным переписи 2009 года, в селе проживало 3238 человек (1601 мужчина и 1637 женщин).